# Ligne 75 (Infrabel)
Pour les articles homonymes, voir Ligne 75.
Ne doit pas être confondu avec Ligne 75A (Infrabel).
La ligne 75 est une ligne ferroviaire belge du réseau Infrabel qui relie les villes de Gand, Courtrai, Mouscron. C'est une ligne internationale reliée au réseau français près de la ville de Tourcoing. Longue d'environ 57 kilomètres, elle comporte deux voies à écartement standard, est électrifiée sur l'ensemble de son parcours et sa vitesse de référence est de 160 km/h.

## Historique

### Chronologie des ouvertures
- 22 septembre 1839, section de Gand à La Pinte et Courtrai[1].
- 24 octobre 1842[1], section de Courtrai à Mouscron.
- 6 novembre 1842[1], section de Mouscron à la frontière avec la France.
- 1913[1], nouveau tracé de 6,8 km entre Gand-Saint-Pierre et La Pinte.

### Histoire
Cette ligne trouve son origine dans la loi du 26 mai 1837 qui prescrit la construction aux frais de l'État-Belge, « d'un rail-way de Gand à la frontière de France (vers Lille par Roubaix) passant par Courtrai, avec un embranchement sur Tournai ».
Elle sera mise en service, par étapes, en 1839 et 1842 et se prolonge par l'actuelle ligne 75A de Mouscron à Tournai (mise en service en 1842).
Afin de permettre la création de la nouvelle gare de Gand-Saint-Pierre, appelée à remplacer la gare de Gand-Sud, plus proche du centre, un nouveau tracé fut mis en chantier entre Gand et La Pinte, et inauguré en 1913.
Elle devient l'une des lignes de l'ancienne SNCB lors de sa création en 1926.
Le 22 mai 1955 la SNCB ferme les gares de Machelen et Olsene, le 3 juin 1984, elle ferme plusieurs gares et haltes intermédiaires : Saint-Denijs-Westrem, Deurle, Astene, Marke, Lauwe et Aalbeke.
Depuis 2005 Infrabel est « le gestionnaire d'infrastructure du réseau ferroviaire belge », la nouvelle SNCB étant uniquement la compagnie exploitante, une partie des emprises et des gares revenant à la SNCB-Holding.

## Infrastructure

### Ligne
Cette ligne à double voie et écartement standard porte le numéro 75 sur le réseau. Elle est électrifiées en 3kV avec une vitesse de référence à 160 km/h.

### Gares en service
Liste des gares ouvertes de la ligne avec leur point kilométrique.
Gand-Saint-Pierre (Gent-Sint-Pieters) (0,000), La Pinte (De Pinte) (7,100), Deinze (15,383), Waregem (27,783), Harelbeke (36,483), Courtrai (Kortrijk) (41,783), Mouscron (Moeskroen) (54,083).